# Helena Staś
Helena Staś (ur. 1868 w Piotrkowie, zm. 1930 w Kaliszu) – polsko-amerykańska pisarka i dziennikarka, mieszkająca od 1887 do 1927 w Stanach Zjednoczonych. Redaktorka czasopisma „Głos Kobiet”. Założycielka czasopisma „Ogniwo”.

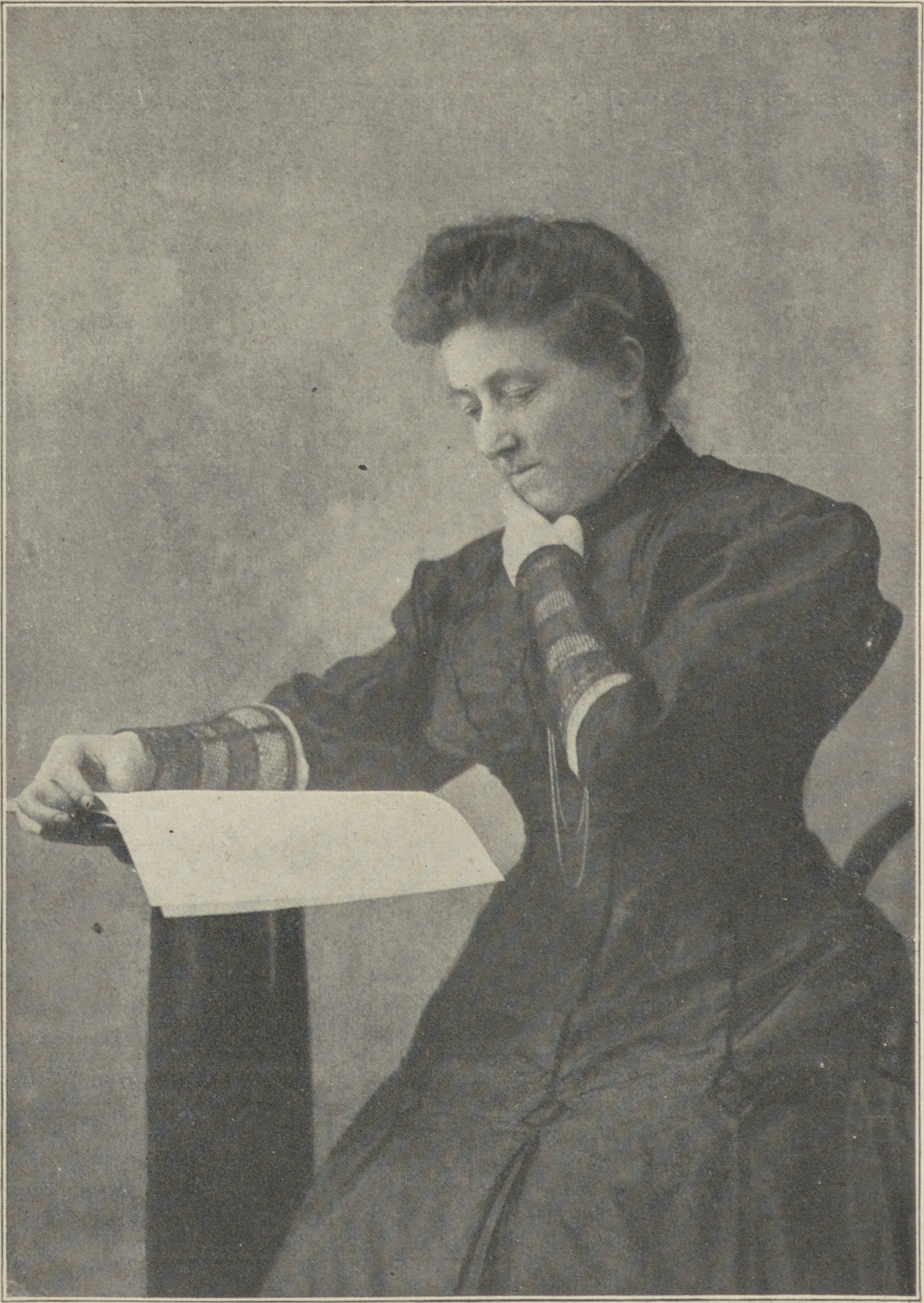
Helena Staś ok. 1910

Urodziła się w 1868 w Piotrkowie. W 1887 wyemigrowała do Stanów Zjednoczonych. Działała w Związku Kobiet Polskich. W 1910 założyła miesięcznik „Ogniwo”, przeznaczony dla kobiet i dzieci. Po I wojnie światowej pracowała jako nauczycielka oraz posiadała własny sklep ze słodyczami. We wczesnych latach 20. XX wieku była redaktorką działu dla kobiet i dzieci w gazecie „Kuryer Polski” wydawanej w Milwaukee. W latach 20. XX wieku założyła dziennik teozoficzny. W 1927 powróciła do Polski, gdzie w 1930 zmarła.